# Алтарь Мира

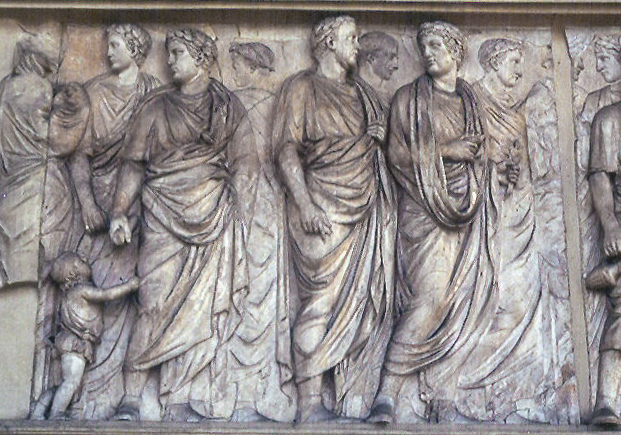
Фрагмент алтаря, на котором изображены члены династии Юлиев-Клавдиев.

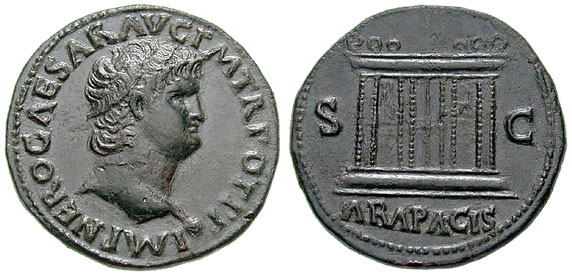
Алтарь мира на монете Нерона

Алтарь Мира (лат. Ara Pacis Augustae) — алтарь в честь римской богини мира, воздвигнутый римским сенатом в честь триумфального возвращения императора Августа из Испании и Галлии в 13 году до н. э. Был установлен на северной окраине Рима (северо-восточный угол Марсова поля) и освящён сенатом 30 января 9 года до н. э. Освящение алтаря ознаменовало собой наступление эпохи «римского мира» (Pax Romana).
После падения Римской империи алтарь затопил Тибр. В 1568 году были обнаружены отдельные скульптурные рельефы алтаря; они попали на виллу Медичи, в Ватикан, в Уффици и в Лувр. В 1859 году были предприняты более основательные раскопки. В 1859—1903 годах под позднейшим Палаццо Фиано аль Корсо было обнаружено множество фрагментов рельефов алтаря. В 1879—1881 годах алтарь был идентифицирован. Раскопки были сопряжены с большими трудностями, поскольку за столетия над алтарём были построены другие здания. В 1937 году в ознаменование 2000-летия со дня рождения императора Августа по инициативе Муссолини алтарь был собран на новом месте близ набережной Тибра. В 2006 году открылось новое здание-«колпак», предназначенное для защиты хрупких остатков алтаря от капризов непогоды (архитектор — Ричард Мейер).

## Описание
Сооружение представляет собой прямоугольную мраморную ограду 11,6×10,6 м, в центре которой на ступенчатом постаменте расположен мраморный жертвенный алтарь. В западной и восточной стенах ограды расположены два прохода шириной 3,6 м, которые обеспечивают сквозной проход мимо алтаря.
Наружные и внутренние поверхности ограды, а также сам алтарь украшены барельефами.